# Грушецький Ігор
Груше́цький Ігор Борисович (13 травня 1938 — 7 травня 1996) — український журналіст, загинув при виконанні службових обов'язків.

## Журналістська діяльність
У 90-х роках працював у м. Черкаси власним кореспондентом київської газети «Україна-Центр».

## Обставини загибелі
7 травня 1996 року в м. Черкаси біля власного будинку було знайдено тіло Ігоря Грушецького. Незадовго до смерті, як повідомив правозахисний тижневик «Экспресс-Хроника», загиблий розповів кореспонденту невстановленого українського інформаційного агентства про те, що давав свідчення як свідок в кримінальній справі, в якій серед обвинувачених проходив син високопоставленого чиновника міліції м. Черкаси.

## Вшанування
Ім'я Ігоря Грушецького викарбувано на Меморіалі журналістів в Музеї новин у Вашингтоні, США.